# ناحیه هایدوهادهاز
ناحیهٔ هایدوهادهاز (به مجاری: Hajdúhadházi járás) یک ناحیه در مجارستان است که در هایدو-بیهار واقع شده‌است. ناحیهٔ هایدوهادهاز ۱۳۷٫۰۲ کیلومتر مربع مساحت و ۲۲٬۱۸۳ نفر جمعیت دارد.